# San Martino in Strada (Forlì)
San Martino in Strada è una frazione del comune di Forlì. Sorge a 5 km dal centro della città, in prossimità delle prime alture cittadine, lungo la direttrice che conduce a Predappio e Premilcuore e da lì, valicando gli Appennini, fino a Firenze. Ha una popolazione di 5 479 abitanti  (31 dicembre 2014). Un tempo ben distinta dal tessuto urbano di Forlì, a causa dell'espansione della città oggi viene quasi completamente inglobata dal nucleo urbano cittadino.
Il nome della frazione deriva da quello dell'antica chiesa, intitolata a San Martino, che sorge lungo la strada in direzione dei monti. Proprio a causa della collocazione, lungo una direttiva stradale di notevole importanza e a poca distanza dalla città, la chiesa assunse grande importanza e nel passato vide anche la presenza di un castello, in seguito distrutto e che vive nella memoria di una via del centro che si chiama via del Bastione.

## Storia
Le prime notizie storiche riguardano la presenza della pieve che nel 962 fu donata, insieme al centro plebano, dal vescovo Uberto all'abate di Giovanni dell'Abbazia di San Mercuriale. Con l'aumentare della popolazione la pieve venne eratta parrocchia nel 1170.
Fu una chiesa di prestigio fin dal XII secolo ed ebbe arcipreti appartenenti alle più importanti famiglie di Forlì, come gli Ordelaffi, Numai ed Orselli.
San Martino in Strada è nota nella storia di Forlì perché sul finire del '200 le truppe di Jean d'Eppes, o Giovanni d'Appia, qui vi si accamparono, distruggendo il contado.
Nel 1331, durante l'assedio di Forlì da parte delle truppe papali, Beltrando dal Poggetto eresse una bastia nei pressi di alcune casupole che sorgevano sulla sponda orientale del Rabbi. Fortificato dai forlivesi, prese in nome di Castrum Sancti Martini. venne assediato nel 1387, senza esito, dalla Compagnia di Corrado Lando. Nel 1425, mentre i forlivesi erano intenti nel suo restauro, i fiorentini lo espugnarono e distrussero per sempre.
San Martino passò sotto l'amministrazione dei gesuiti fino al 1773 quando, dopo la soppressione della Compagnia, venne amministrata direttamente dalla diocesi. Alienata con l'avvento napoleonico, passò nuovamente allo Stato della Chiesa per poi passare al Regno d'Italia.

## Monumenti e luoghi di interesse
- Chiesa di San Martino che, come detto, già esisteva nel X secolo, è stata con il tempo più volte rimaneggiata. Nel 1980 il complesso parrocchiale di San Martino in Strada è stato ampliato con la realizzazione della nuova Chiesa dedicata a San Martino di Tours su progetto dell'Ing. Angelo Sampieri di Forlì. La chiesa realizzata completamente in cemento armato, è caratterizzata da una forma a coclea che le conferisce un aspetto assolutamente originale.
- Villa detta La Gesuita, è un palazzo settecentesco a due piani. È una tipica dimora signorile per la villeggiatura dove si rifugiavano i Gesuiti che a Forlì avevano il loro convento principale. Con lo scioglimento della Compagnia, la villa passo ai conti Bezzi e nel 1883 fu acquistata da Angelo Masini.